# 빅토르 율리우스 폰 브리크트

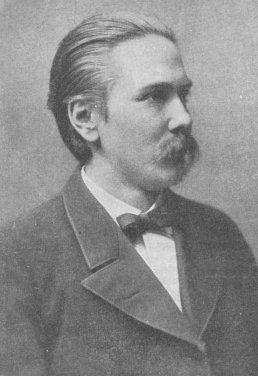
빅토르 율리우스 폰 브리크트

빅토르 율리우스 폰 브리크트(핀란드어: Viktor Julius von Wright: 1856년 8월 5일 쿠오피오-1934년 5월 16일 헬싱키)는 핀란드의 가구사업가다.
저명한 사회자유주의자였으며, 1883년 헬싱키 노동자협회 발족에 참여하고 초대 협회장을 역임했다. 폰 브리크트는 노동자들의 생활수준을 높여 줌으로써 그들이 사회주의로 급진화되는 것을 막을 수 있다고 생각하고 그것을 실천으로 옮겼다. 이런 브리크트식 노선이 지배적이었던 핀란드 노동운동의 제1기를 브리크트식 노동운동이라고 한다. 하지만 노동조합 결성운동이 대두하면서 브리크트식 타협주의는 노동자들에게 인기를 잃었고 브리크트 본인도 1896년 협회장에서 물러났다.
브리크트는 폰 브리크트가라는 귀족가의 대표로서 핀란드 대공국 국회의 의원이기도 했다(1882년-1904년). 또한 헬싱키 직능산업협회의 협회장으로 장기 재직했다.
빅토르 율리우스 폰 브리크트는 화가로 유명한 브리크트 삼형제(페르디난트, 마그누스, 빌헬름)의 조카다.